# Heribert Dittrich
Heribert Dittrich (* 3. September 1948) ist ein ehemaliger deutscher Fußballspieler. In der Saison 1967/68 hat der Angreifer beim FC Schalke 04 vier Spiele in der Fußball-Bundesliga absolviert.

## Karriere
Dittrich spielte in der Jugend des FC Schalke 04, bevor er in der Saison 1967/68 seine ersten Spiele in der Bundesliga absolvierte. Für die Knappen bestritt er sein Debüt 30. September 1967 beim 0:0-Heimremis gegen den 1. FC Nürnberg, er bildete auf Linksaußen zusammen mit dem Halblinken Gerhard Neuser in dem damals noch gebräuchlichen WM-System den linken Flügel der Schalker. Er absolvierte drei weitere Spiele in der Saison. Eines davon beim 1:0-Heimerfolg gegen Borussia Dortmund, indem er über 90 Minuten auf dem Platz stand. In der anschließenden Saison konnte er sich nicht mehr durchsetzen und bestritt kein weiteres Spiel.
Dittrich wechselte zu TuS Neuendorf und spielte fortan in der zweitklassigen Regionalliga Südwest. Er debütierte am Starttag der Saison 1969/70, den 10. August 1969, unter Trainer Herbert Rappsilber beim 4:1-Heimerfolg gegen SVW Mainz in der Regionalliga Südwest. Am Rundenende hatte er neben Mitspielern wie Torhüter Georg Marwig, Alfred Brecht, Helmut Horsch und Günther Funke in 22 Ligaspielen fünf Tore erzielt und mit Neuendorf den achten Rang belegt. Danach folgten drei Runden unter Trainer Werner Mangold, wo in der Saison 1971/72 mit dem fünften Rang die beste Platzierung in der Zeit von Dittrich beim TuS in der Regionalliga Südwest erreicht wurde. Im letzten Jahr der alten zweitklassigen Regionalliga, 1973/74, belegte er mit seinem Verein den zwölften Rang; er hatte in 26 Spielen neben den Stürmerkollegen Franz-Peter Hermann und Günter Karbowiak fünf Tore erzielt. Mit dem Spiel am 28. April 1974 beim SV Alsenborn (0:3) war das Kapitel Regionalliga beendet. Da aus der Südweststaffel lediglich die Vereine Borussia Neunkirchen, 1. FC Saarbrücken, FC 08 Homburg, Röchling Völklingen, 1. FSV Mainz 05, Wormatia Worms und der FK Pirmasens für die ab 1974/75 startende 2. Fußball-Bundesliga in zwei Staffeln nominiert wurden, waren Dittrich und TuS Neuendorf nicht mehr in der Zweitklassigkeit, sondern im Amateurbereich eingereiht.
Dittrich hat von 1969 bis 1974 für TuS Neuendorf 124 Regionalligaspiele absolviert und dabei 23 Tore erzielt.